# Reticle sarcoplasmàtic

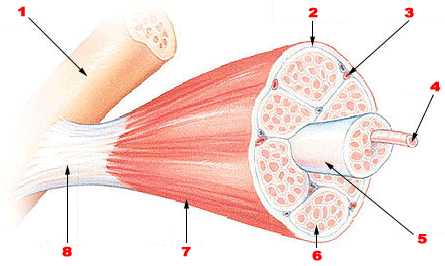
1. Os 2. Perimisi 3. Vas sanguini 4. Fibra muscular 5. Fascicle 6. Endomisi 7. Epimisi 8. Tendó

El reticle endoplasmàtic llis, REL, de les cèl·lules  musculars es troba altament especialitzat, ja que té un paper important en el  cicle contracció-relaxació  muscular i rep el nom de reticle sarcoplasma o sarcoplasmàtic(RS).
Està format per sarcotúbuls, formant una xarxa que envolta les miofibril·les.